# Rikiya Matsuda
Rikiya Matsuda (松田力也?, Matsuda Tamura; Kyoto, 3 maggio 1994) è un rugbista a 15 giapponese, che gioca nel ruolo di tre quarti centro e nei Panasonic Wild Knights in Top League.

## Biografia
Matsuda fece parte, dal 2013 al 2017, della squadra di rugby dell'Università di Teikyo, con la quale conquistò per quattro volte consecutive il campionato universitario giapponese. Nel febbraio 2017 fu annunciato il suo ingaggio da parte dei Panasonic Wild Knights, ma, ancora prima di esordire con il suo nuovo club, fu chiamato nella franchigia giapponese dei Sunwolves a causa dei numerosi giocatori mancanti e fece il suo debutto durante il Super Rugby 2017. Terminato il torneo australe, giocò la stagione 2017-2018 di Top League raggiungendo la finale con i Wild Knights e venendo inserito nella formazione ideale del campionato.

## Palmarès
- Japan Rugby League One: 2
Panasonic Wild Knights: 2021, 2022